# Little Compton
Little Compton è una città degli Stati Uniti d'America, nella Contea di Newport, nello Stato del Rhode Island.
La popolazione era di 3.593 abitanti nel censimento del 2000, passati a 3.535 secondo una stima del 2007. Little Compton fu fondata nel 1687.